# Dystrofie (ecologie)

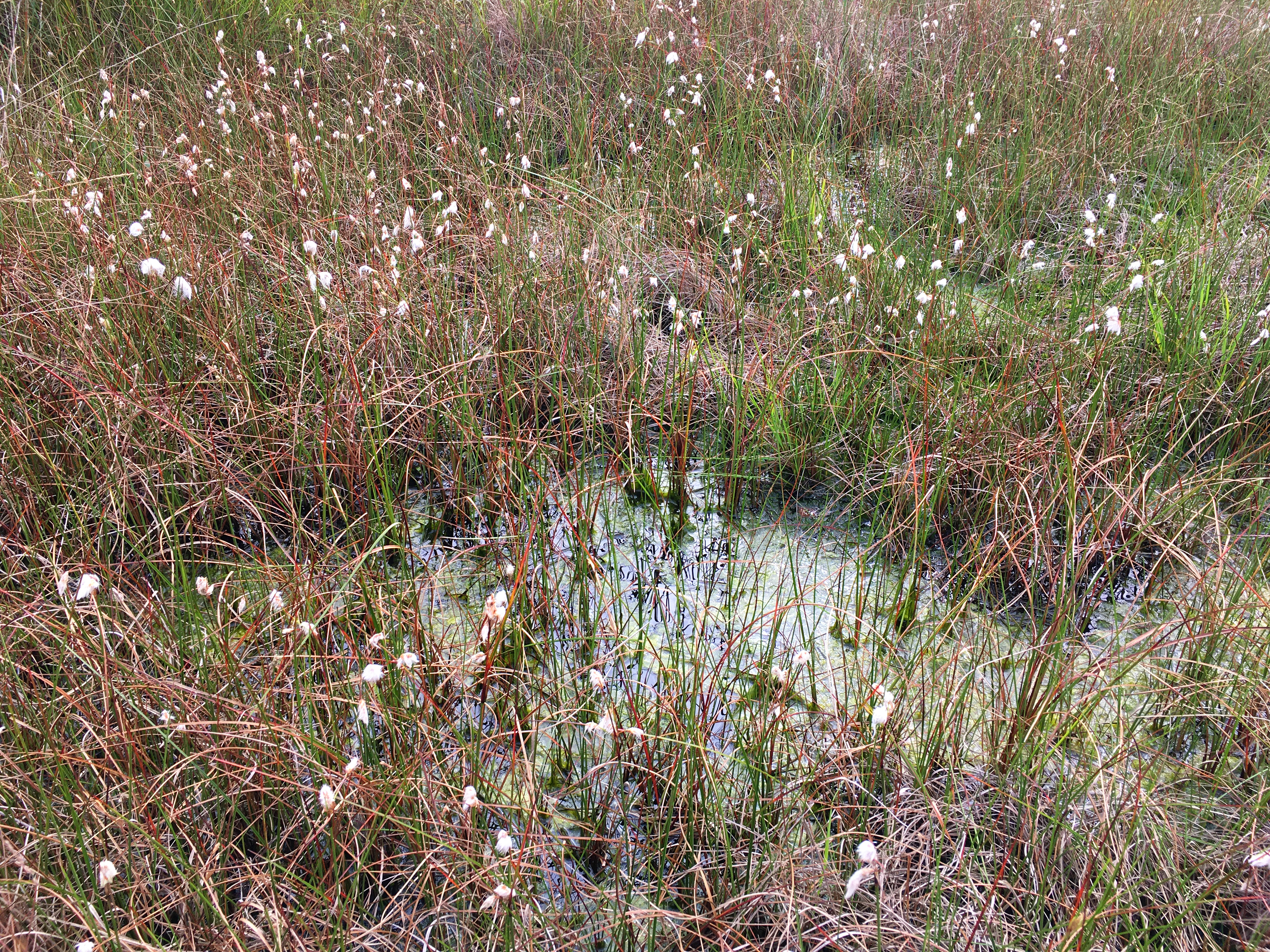
De rompgemeenschap met veenpluis en veenmos, een voorbeeld van een dystrafent vegetatietype.

Dystrofie is een begrip uit de ecologie waarmee een toestand wordt bedoeld waarbij een ecosysteem wordt gevoed door van nature zuur, oligotroof oppervlaktewater dat rijk is aan humuszuren. Vaak heeft dystroof water een (rood)bruine kleur. Dystrofe milieus komen vooral voor in het hoogveenlandschap.
Wanneer in een milieu of standplaats sprake is van dystrofie, dan noemt men het dystroof. Wanneer een organisme of levensgemeenschap is aangewezen tot dystrofe milieus (en dit dus als habitat nodig heeft) is het dystrafent.

## Fotogalerij

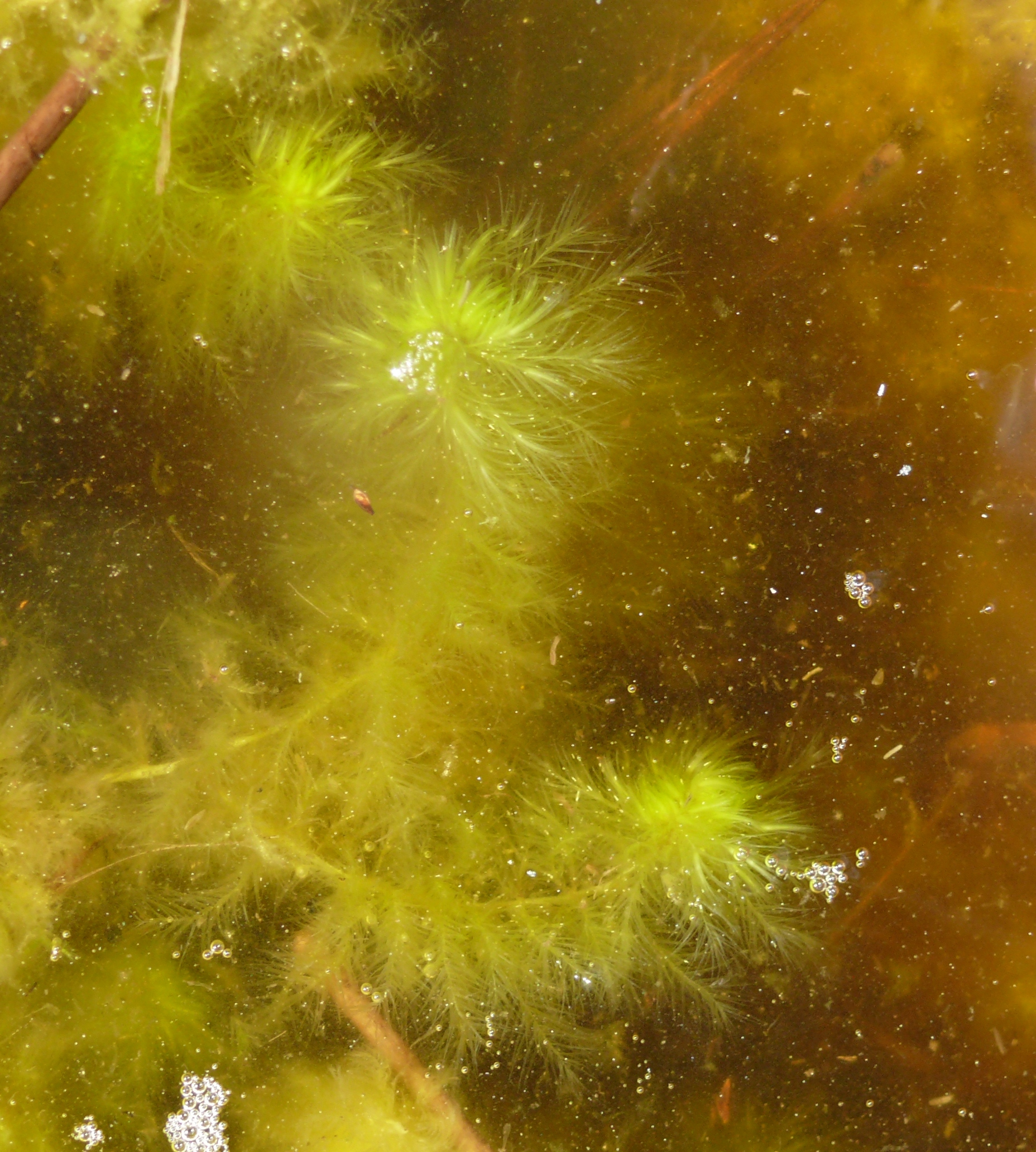
Waterveenmos, een uitgesproken dystrafente soort
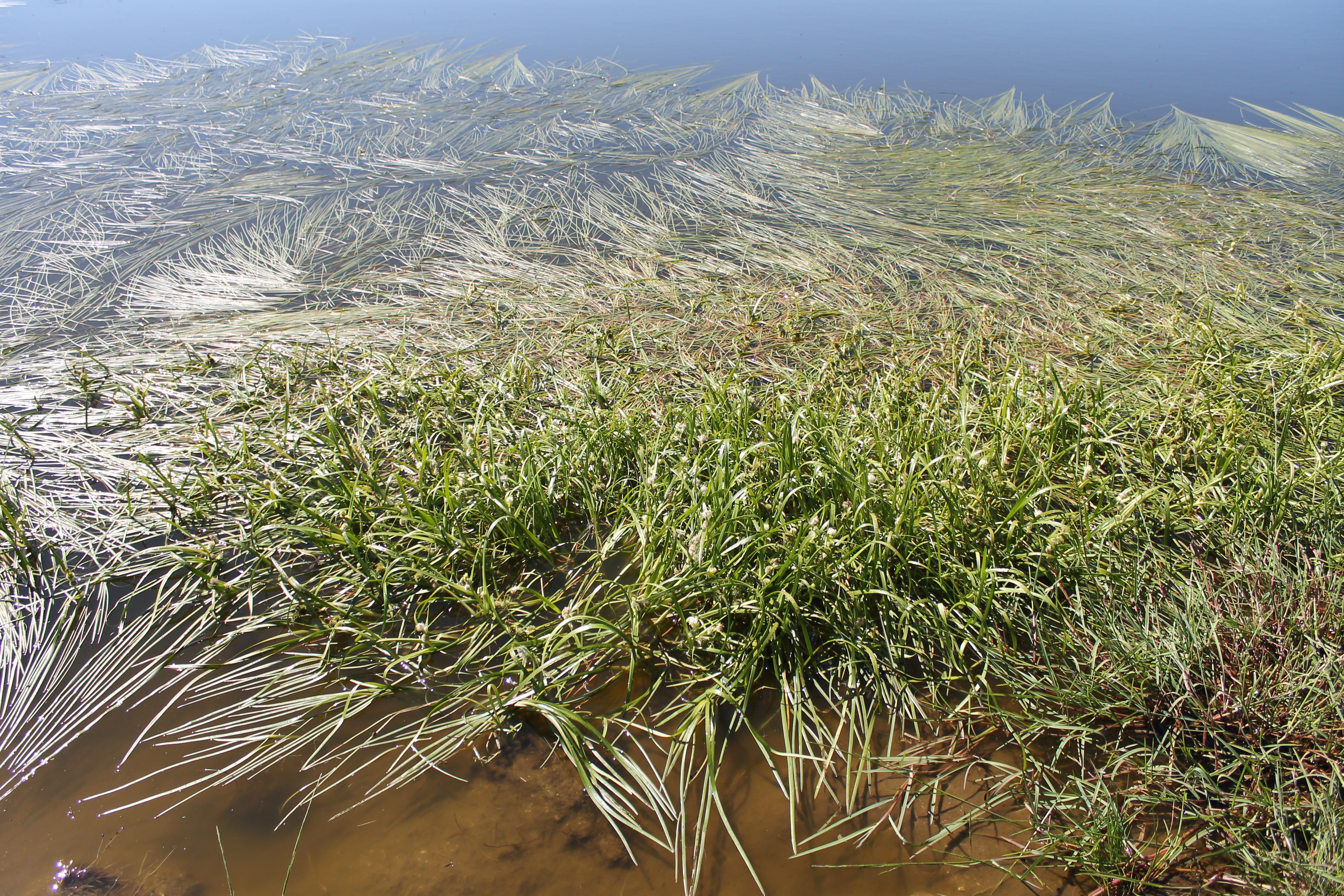
Dystroof water met drijvende egelskop